# Hilal Hilal
Hilal Hilal (arabiska: هلال هلال), född 1966, är en syrisk politiker och den nuvarande biträdande regional sekreterare av den Syriska regional gren av Ba'ath partiet,  och var partiets sekreterare av grenkommandot av Aleppo 2011.